# Onorificenze moldave
Elenco delle onorificenze e degli ordini di merito e cavallereschi distribuiti dalla Moldavia.

## Ordini cavallereschi
| Nastro | Onorificenza                           |
| ------ | -------------------------------------- |
|        | Ordine della Repubblica                |
|        | Ordine di Stefano il Grande            |
|        | Ordine di Bogdan il fondatore          |
|        | Ordine d'Onore                         |
|        | Ordine della gloria del lavoro         |
|        | Ordine dell'apprezzamento della patria |
|        | Ordine della fedeltà alla patria       |

## Medaglie militari e di benemerenza
| Nastro | Onorificenza                    |
| ------ | ------------------------------- |
|        | Medaglia al merito militare     |
|        | Medaglia al coraggio            |
|        | Medaglia al merito civile       |
|        | Medaglia della democrazia       |
|        | Medaglia di Mihai Eminescu      |
|        | Medaglia di Nicolae Testemiţanu |
|        | Medaglia di Dimitrie Cantemir   |